# セルシーお笑いグランプリ
セルシーお笑いグランプリ（セルシーおわらいグランプリ）とは、千里セルシー主催で行われていたお笑いコンクールの名称。

## 概要
大阪らしいお笑いを全国に発信するため、千里セルシーが2013年（平成25年）に創設。
応募資格は、年齢、性別、プロ・アマ問わず。演技時間は1組につき、3分以内。
グランプリには賞金10万円。副賞としてジェイコムで放送するセルシーCMへの出演権が与えられる。準グランプリ（2位）には5万円、敢闘賞（3位）には3万円、審査員特別賞（4位）には1万円の賞金。
1次予選は、エントリー時に投稿された映像を審査し、20〜30組程が2次予選へ進出。2次予選の上位8組が決勝戦に進出する。決勝戦の模様は後日､30分の特別番組としてジェイコムウエストで放送された。

## 歴代受賞者
- 第1回（2013年） - グランプリ：はるとかんた、準グランプリ：ひこーき雲、敢闘賞：歌歌ちゃん、審査員特別賞：奥山ツンヂ
- 第2回（2014年） - グランプリ：非常口、準グランプリ：追い風、敢闘賞：ミラクルチャップリン為永、審査員特別賞：パンダ無線
- 第3回（2015年） - グランプリ：ブランケット、準グランプリ：ニューポップスオーケストラ、敢闘賞：センサールマン、審査員特別賞：栗尾
- 第4回（2016年） - グランプリ：チャリンコクラブ、準グランプリ：単細胞、敢闘賞：だるまウインナー、審査員特別賞：ミラクルスパイク

## 歴代の決勝結果
- 順位不明のグループは五十音順による序列
- 所属事務所は出場当時

## 第1回（2013年）
| 順位 | グループ名 所属事務所               | 決勝出場回数 | 番組キャッチフレーズ | 出番順 | 備考         |
| ---- | ----------------------------------- | ------------ | -------------------- | ------ | ------------ |
| 優勝 | はるとかんた アマチュア             | 初出場       | 天才姉弟コンビ       | 4      | グランプリ   |
| 2位  | ひこーき雲 スパンキープロダクション | 初出場       | 10年目のテイクオフ   | 8      | 準グランプリ |
| 3位  | 歌歌ちゃん NSCジュニア              | 初出場       | リズミカル＆コミカル | 2      | 敢闘賞       |
| 4位  | 奥山ツンヂ スパンキープロダクション | 初出場       | 眠れるピン芸人       | 7      | 審査員特別賞 |
| 不明 | 赤色4号 松竹芸能                    | 初出場       | ブラック＆シュール   | 6      |              |
| 不明 | カメルーン フリー                   | 初出場       | 期待の新星           | 3      |              |
| 不明 | Mr.マイク スパンキープロダクション  | 初出場       | 遅咲きのうちな～     | 5      |              |
| 不明 | ミックスツインズ フリー             | 初出場       | 男女双子コンビ       | 1      |              |

### ・備考
- 小学生コンビのはるとかんたが優勝[1]した。
- 歌歌ちゃんが女性コンビで唯一の決勝進出・入賞を果たした。
- 奥山ツンヂがピン芸人で唯一の決勝進出・入賞を果たした。

## 第2回（2014年）
| 順位 | グループ名 所属事務所                             | 決勝出場回数 | 番組キャッチフレーズ | 出番順 | 備考                                                        |
| ---- | ------------------------------------------------- | ------------ | -------------------- | ------ | ----------------------------------------------------------- |
| 優勝 | 非常口 アマチュア                                 | 初出場       | スーパー高校生       | 6      | グランプリ                                                  |
| 2位  | 追い風 スパンキープロダクション                   | 初出場       | 笑いのジェット気流   | 4      | 準グランプリ                                                |
| 3位  | ミラクルチャップリン為永 スパンキープロダクション | 初出場       | 究極のおひとりさま   | 2      | 敢闘賞                                                      |
| 4位  | パンダ無線 フリー                                 | 初出場       | 琉球の風に乗って     | 3      | 審査員特別賞                                                |
| 5位  | マイルド7 アマチュア                              | 初出場       | リズミカル漫才       | 5      | セルシーモバイルクラブ賞 （この年だけの特別賞。賞金5000円） |
| 不明 | 単細胞 スパンキープロダクション                   | 初出場       | ミラクルフリップ芸   | 8      |                                                             |
| 不明 | メジャープレイ スパンキープロダクション           | 初出場       | メジャー級ポジティブ | 1      |                                                             |
| 不明 | レオコアラ よしもとクリエイティブ・エージェンシー | 初出場       | ワイルド＆マイルド   | 7      |                                                             |

### ・備考
- 高校生コンビの非常口が優勝[2]した。また、非常口は途中でネタが飛び、数秒間固まるハプニングが発生[3]。その模様はそのままジェイコムにて放送された。
- ミラクルチャップリン為永が、ピン芸人としての歴代最高順位を更新した。（第2回大会当時）
- 2年連続で、スパンキープロダクション所属の芸人が準優勝となった。[4][5]

## 第3回（2015年）
| 順位 | グループ名 所属事務所                                   | 決勝出場回数 | 番組キャッチフレーズ       | 出番順 | 備考 |
| ---- | ------------------------------------------------------- | ------------ | -------------------------- | ------ | --- |
| 優勝 | ブランケット ケーエープロダクション                     | 初出場       | 笑いの毛布で包み込む       | 8      | グランプリ |
| 2位  | ニューポップスオーケストラ スパンキープロダクション     | 初出場       | 笑いと音楽の融合           | 3      | ・準グランプリ ・セルシーみんなのくらぶ賞 （客席からのFacebook投票で選ばれた1組に贈られる、この年だけの特別賞。賞金5000円。準グランプリとのＷ受賞） |
| 3位  | センサールマン スパンキープロダクション                 | 初出場       | ワンダフルエンターテイナー | 5      | 敢闘賞 |
| 4位  | 栗尾 アマチュア                                         | 初出場       | 事務員のひとりごと         | 4      | 審査員特別賞 |
| 不明 | えんぴつ消しゴム よしもとクリエイティブ・エージェンシー | 初出場       | 癖になる気持ち悪さ         | 6      | |
| 不明 | 高原ユウスケ スパンキープロダクション                   | 初出場       | 孤高のコント職人           | 7      | |
| 不明 | はなる NSCジュニア                                      | 初出場       | 夢見る15歳                 | 1      | |
| 不明 | ボブティン 松竹芸能                                     | 初出場       | ハイテンション漫才         | 2      | |

### ・備考
- 初めて事務所所属の芸人が優勝した。（ケーエープロダクション所属、ブランケット[6]）
- 3年連続で、スパンキープロダクション所属の芸人が準優勝となった。[4][5][7]
- 栗尾が、女性ピン芸人として初となる入賞を果たした。

## 第4回（2016年）
| 順位 | グループ名 所属事務所                                   | 決勝出場回数 | 番組キャッチフレーズ | 出番順 | 備考以       |
| ---- | ------------------------------------------------------- | ------------ | -------------------- | ------ | ------------ |
| 優勝 | チャリンコクラブ よしもとクリエイティブ・エージェンシー | 初出場       | ハイテンポ漫才       | 4      | グランプリ   |
| 2位  | 単細胞 スパンキープロダクション                         | 2年ぶり2回目 | 新世代フリップ芸     | 5      | 準グランプリ |
| 3位  | だるまウインナー 松竹芸能                               | 初出場       | なかよしコンビ       | 2      | 敢闘賞       |
| 4位  | ミラクルスパイク サテライト大阪                         | 初出場       | アクターズスピリット | 6      | 審査員特別賞 |
| 不明 | ウドントミカン 松竹芸能                                 | 初出場       | フレッシュボーイズ   | 3      |              |
| 不明 | 栗尾 アマチュア                                         | 2年連続2回目 | スーパーアマチュア   | 7      |              |
| 不明 | スモーキン ケーエープロダクション                       | 初出場       | 笑いの隠し味         | 8      |              |
| 不明 | センサールマン スパンキープロダクション                 | 2年連続2回目 | 情熱の語り部         | 1      |              |

### ・備考
- 初めてアマチュアからの受賞者が出なかった。また、4つの賞を、全て違う事務所の芸人が獲得した。（グランプリ：よしもとクリエイティブ・エージェンシー、準グランプリ：スパンキープロダクション、敢闘賞：松竹芸能、審査員特別賞：サテライト大阪)
- センサールマンと栗尾が初めて2年連続の決勝進出を果たした。
- 単細胞が、ピン芸人としての歴代最高順位を更新した。（第4回大会終了時点）
- 4年連続で、スパンキープロダクション所属の芸人が準優勝となった。[4][5][7][8]

## ゲスト審査員
- 第1回（2013年） - テツandトモ[9]
- 第2回（2014年） - かつみ♥さゆり[10]
- 第3回（2015年） - なすなかにし[11]
- 第4回（2016年） - オジンオズボーン[12]

## 審査員
- 第1回（2013年） - 山根啓吾（番組プロデューサー）
- 第2回（2014年） - 山根啓吾（番組プロデューサー）
- 第3回（2015年） - 岡力（構成作家）
- 第4回（2016年） - 大田黒淳子（審査委員長・セルシー会事務委員長）、岡力（構成作家）

## 司会・進行
- 第1回（2013年） - やのぱん、伊藤みく
- 第2回（2014年） - やのぱん、伊藤みく
- 第3回（2015年） - やのぱん、伊藤みく
- 第4回（2016年） - やのぱん、神谷ゆう子